# Mekentchil
Mekentchil, en forme longue le Parti politique Mekentchil ("Мекенчил" саясий партиясы en kirghize, littéralement le Parti politique "patriotique") est un parti politique nationaliste kirghize créé le 16 juin 2010, à la suite d'une scission d'Ata-jourt,,.
Le président Sadyr Japarov, vainqueur de la présidentielle de janvier 2021 en est le dirigeant.
En février 2021, la direction du parti annonce que celui-ci ne participera pas aux élections locales et législatives prévue courant 2021,,. Un nouveau parti, Ata-jourt Kyrgyzstan, est lancé.

## Dirigeants
- Sadyr Japarov et Orozayym Narmatova (2015-2017)
- Kamtchybek Tachiev (depuis 2020)

## Résultats

### Présidentielle
| Année | Candidat      | Premier tour | Premier tour | Premier tour |
| Année | Candidat      | Voix         | %            | Issue        |
| ----- | ------------- | ------------ | ------------ | ------------ |
| 2021  | Sadyr Japarov | 1 105 248    | 79,83        | Élu          |

### Législatives
| Année | Voix    | %    | Sièges  | Rang | +/- |
| ----- | ------- | ---- | ------- | ---- | --- |
| 2020  | 136 276 | 6,96 | 0 / 120 | 5e   | Nv  |